# Evaza flavipalpis
Evaza flavipalpis är en tvåvingeart som beskrevs av James 1969. Evaza flavipalpis ingår i släktet Evaza och familjen vapenflugor. Inga underarter finns listade i Catalogue of Life.